# Sam Ligtlee
Sam Ligtlee (né le 12 décembre 1997 à Eerbeek) est un coureur cycliste néerlandais, spécialisé dans les épreuves de sprint sur piste. Il est notamment champion du monde du kilomètre en 2020 et champion d'Europe de vitesse par équipes en 2021.

## Biographie
Issue d'une famille de cycliste, Sam Ligtlee est le frère cadet d'Elis Ligtlee, la championne olympique du keirin de 2016.
En 2013, il devient double champion des Pays-Bas juniors en vitesse individuelle et sur le kilomètre. L'année suivante, il remporte à nouveau ces titres et devient également champion national du keirin juniors. Il est également vice-champion d'Europe du kilomètre juniors. En 2015, il obtient la médaille de bronze sur le kilomètre aux championnats d'Europe juniors.
En 2017, il remporte la médaille de bronze sur le kilomètre aux championnats d'Europe espoirs. En octobre, pour sa première sélection dans la catégorie élite aux championnats d'Europe de Berlin, il termine troisième de la vitesse par équipes avec Jeffrey Hoogland, Harrie Lavreysen, Matthijs Büchli et Roy van den Berg, même s'il n'a pas participé à la finale. L'année suivante, il est médaillé de bronze du kilomètre aux championnats d'Europe de Glasgow. Lors de la Coupe du monde 2018-2019, il remporte trois manches de vitesse par équipes. La saison suivante, toujours en vitesse par équipes, il gagne deux nouvelles manches de Coupe du monde. En février 2020, il devient à Berlin champion du monde du kilomètre, réalisant en 59,495 secondes le meilleur temps de l'histoire sur un vélodrome au niveau de la mer.
La reconversion de Matthijs Büchli en tant que coureur de fond lui ouvre les portes de l'équipe de vitesse néerlandaise aux côtés de Jeffrey Hoogland, Roy van den Berg et Harrie Lavreysen. Il devient champion d'Europe de vitesse par équipes en 2021, bien qu'il ne participe qu'au tour de qualification. Lors de ces championnats, il est également vice-champion d'Europe du kilomètre derrière son compatriote Hoogland. Lors de la manche de Coupe des nations de Milton, il gagne la vitesse par équipes avec Jeffrey Hoogland, Roy van den Berg et Tijmen van Loon. Cependant, il recule dans la hiérarchie des sprinteurs néerlandais et n'est plus sélectionné dans l'équipe de vitesse lors des grandes compétitions. 
En mars 2023, en raison du manque de motivation dans sa situation actuelle et compte tenu du potentiel des coureurs néerlandais qui le devancent, il annonce arrêter sa carrière à 25 ans. Il suit ainsi l'exemple de sa sœur aînée, Elis Ligtlee, qui a également abandonné sa carrière sportive prématurément à l'âge de 24 ans en décembre 2018.

## Palmarès

### Championnats du monde
| Édition / Épreuve              | Kilomètre | Vitesse individuelle |
| Apeldoorn 2018                 | 8e        |                      |
| Pruszków 2019                  | 7e        |                      |
| Berlin 2020                    | Or        | 25e                  |
| Roubaix 2021                   | 5e        |                      |
| Saint-Quentin-en-Yvelines 2022 |           | 21e                  |

### Coupe du monde
- 2017-2018
  - 3e de la vitesse par équipes à Manchester
- 2018-2019
  - 1er de la vitesse par équipes à Saint-Quentin-en-Yvelines (avec Roy van den Berg et Jeffrey Hoogland)
  - 1er de la vitesse par équipes à Milton (avec Nils van 't Hoenderdaal, Harrie Lavreysen et Jeffrey Hoogland)
  - 1er de la vitesse par équipes à Berlin (avec Nils van 't Hoenderdaal, Harrie Lavreysen et Jeffrey Hoogland)
- 2019-2020
  - 1er de la vitesse par équipes à Minsk (avec Nils van 't Hoenderdaal, Jeffrey Hoogland et Harrie Lavreysen)
  - 1er de la vitesse par équipes à Glasgow (avec Nils van 't Hoenderdaal, Jeffrey Hoogland et Harrie Lavreysen)

### Coupe des nations
- 2022
  - 1er de la vitesse par équipes à Milton (avec Jeffrey Hoogland, Roy van den Berg et Tijmen van Loon)
  - 3e de la vitesse par équipes à Glasgow

### Championnats d'Europe
| Épreuve / Édition      | Kilomètre | Vitesse par équipes                           |
| Anadia 2014 (juniors)  | Argent    |                                               |
| Athènes 2015 (juniors) | Bronze    |                                               |
| Anadia 2017 (espoirs)  | Bronze    |                                               |
| Berlin 2017            |           | Bronze                                        |
| Glasgow 2018           | Bronze    |                                               |
| Gand 2019 (espoirs)    |           | Or (avec Lavreysen et van der Wijst)          |
| Granges 2021           | Argent    | Or (avec Hoogland, Lavreysen et van den Berg) |

### Championnats nationaux
- 2013
  -  Champion des Pays-Bas du kilomètre juniors
  -  Champion des Pays-Bas de vitesse juniors
  - 3e du keirin juniors
- 2014
  -  Champion des Pays-Bas du kilomètre juniors
  -  Champion des Pays-Bas du keirin juniors
  -  Champion des Pays-Bas de vitesse juniors
- 2016
  - 2e du kilomètre
- 2019
  -  Champion des Pays-Bas de vitesse par équipes
- 2021
  -  Champion des Pays-Bas de vitesse par équipes
  - 2e du keirin
  - 2e de la vitesse